# Pepsi Max 400
Das Pepsi Max 400 war ein Rennen im NASCAR Sprint Cup. Das Rennen wurde im Jahre 2004 erstmals ausgetragen und fand seitdem immer auf dem Auto Club Speedway in Fontana, Kalifornien statt. Es fand traditionell am Labor-Day-Wochenende statt, was zuvor der Renntermin des Southern 500 war. In der Saison 2010 wird es zum vorerst letztem mal ausgetragen. Während das Rennen bis 2009 über 500 Meilen ging, wurde die Renndistanz der letzten Ausgabe auf 400 Meilen reduziert.

## Sieger
| Jahr            | Datum        | Fahrer         | Automarke | Preisgeld (US-Dollar) | Distanz (Meilen) | Renndurchschnitt (mph) |
| --------------- | ------------ | -------------- | --------- | --------------------- | ---------------- | ---------------------- |
| Pop Secret 500  |              |                |           |                       |                  |                        |
| 2004            | 5. September | Elliott Sadler | Ford      | $ 279.398             | 500              | 128,324                |
| Sony HD 500     |              |                |           |                       |                  |                        |
| 2005            | 4. September | Kyle Busch     | Chevrolet | $ 241.065             | 508              | 136,356                |
| 2006            | 3. September | Kasey Kahne    | Dodge     | $ 279.214             | 500              | 144,462                |
| Sharp AQUOS 500 |              |                |           |                       |                  |                        |
| 2007            | 2. September | Jimmie Johnson | Chevrolet | $ 289.411             | 500              | 131,502                |
| Pepsi 500       |              |                |           |                       |                  |                        |
| 2008            | 31. August   | Jimmie Johnson | Chevrolet | $ 314.611             | 500              | 138,857                |
| 2009            | 11. Oktober  | Jimmie Johnson | Chevrolet | $ 302.801             | 500              | 143,908                |
| Pepsi Max 400   |              |                |           |                       |                  |                        |
| 2010            | 10. Oktober  | Tony Stewart   | Chevrolet |                       | 400              |                        |